# Clerus comitialis
Clerus comitialis kallades under ståndsriksdagens tid i Sverige, prästståndets ledamöter vid riksdagen.
Clerus comitialis bestod som regel av ärkebiskopen som prästeståndets talman, landets biskopar, superintendenter och pastor primarius, några professorer från universiteten, ett tiotal pastorer och några lektorer.
Fram till 1686 års kyrkolag fungerade clerus comitialis som consistorium regni varvid de tillsammans eller enskilt med aktuell socken, kunde döma som överrätt i äktenskapsmål. Från reformationen och under stormaktstiden, var det ibland clerus comitialis som valde ärkebiskop till Svenska kyrkan, så valdes som den förste Laurentius Petri Nericius genom Gustav Vasas beslut, varvid Uppsala domkapitel, som tidigare haft förmånen, förlorade beslutet till detta val.